# Pfeffingen (Szwajcaria)
Pfeffingen (gsw. Pfäffige) – gmina (niem. Einwohnergemeinde) w północnej Szwajcarii, w kantonie Bazylea-Okręg, w okręgu Arlesheim. 31 grudnia 2020 roku liczyła 2 408 mieszkańców.